# Sejmenska džamija
Sejmenska džamija je džamija koja se nalazi u Zenici (Federacija BiH, Bosna i Hercegovina). Proglašena je za nacionalni spomenik Bosne i Hercegovine.

## Lokacija
Sejmenska džamija sa haremom nalazi se u centru Zenice, u ulici Londža, u dijelu grada poznatom kao Sejmen, a koji se nalazi između naselja Jalija i Odmut.

## Istorija
Nije poznato vrijeme gradnje džamije, ali se pretpostavlja, na osnovu nekih nepouzdanih detalja, da je sagrađena početkom 16. vijeka. Postoji narodna predaja koja kazuje da je ovu džamiju sagradio oficir janjičarske vojske koja se sastojala od pješadije — sejmeni. Riječ sejmen je nastala od persijske riječi segban, a označava pripadnika turske janjičarske pješadije. 
Tokom sedamdesetih godina 20. vijeka promijenjen je unutrašnji raspored (uklonjen trostrani makfil i sl.). Između 1972. i 1976. godine trijem džamije je zatvoren staklom i drvetom te natkriven jedinstvenim džamijskim krovom. 
Između 1996. i 2002. godine izgrađene su muška i ženska abdesthana i pomoćni objekti. U prostoru ispred novog objekta podignut je novi, betonski šadrvan.
Nova rekonstrukcija je urađena krajem 2010-ih.

## Opis
Zgrada džamije je građena od kamena debljine oko 90 cm. Od tesanog kamena sagrađena je i njena munara visine oko 25 metara. Munara je završena konusnim šiljatim krovom iznad koga se nalazi alem sa tri jabuke. U haremu oko džamije, nalazilo se tridesetak nišana sa turbanima i bogatom ornamentikom, klesanih od domaćeg kamena sa Mošćanice. Danas se nalazi 13 nišana.

## Maketa
Maketu ove džamije uradio je Mesud Sarić.

## Literatura
- I. Babić, Zaboravljeni zenički Al-Azhar, Zenica 2004, 1987.
- A. Ahmić, Zeničke džamije, Preporod br. 18, Sarajevo 1980.
- Mehmed Mujezinović, „Kulturno naslijeđe”, Sarajevo – Publishing, 3. izdanje, str. 61—65, 1998. — Islamska epigrafika Bosne i Hercegovine, knjiga 3
- S. Jalimam, Prošlost Zenice do 1941., Zenica 1996.
- M. Sarić, Zenička čaršija i mahale, Zenica 2006.

## Spoljašnje veze
- Zvanična stranica Medžlisa Zenica
- Zvanična stranica Islamske zajednice u Bosni i Hercegovini
- Zvanična stranica komisije nacionalnih spomenika Bosne i Hercegovine